# Sydamerikanska mästerskapet i basket 1940
Sydamerikanska mästerskapet i basket 1940 spelades i Montevideo, Uruguay och vanns av Uruguay. Rekordmånga 6 lag deltog, bland dem debuterande Paraguay.

## Slutställning
1. Uruguay
2. Argentina
3. Brasilien
4. Chile
5. Peru
6. Paraguay

## Resultat
Alla mötte varandra en gång var, och spelade totalt fem matcher.
| Placering | Lag       | Poäng | Vinst | Förlust | Gjorda poäng | Insläppta poäng | Poängskillnad |
| --------- | --------- | ----- | ----- | ------- | ------------ | --------------- | ------------- |
| 1         | Uruguay   | 10    | 5     | 0       | 192          | 101             | +91           |
| 2         | Argentina | 9     | 4     | 1       | 177          | 106             | +71           |
| 3         | Brasilien | 8     | 3     | 2       | 135          | 156             | -21           |
| 4         | Chile     | 7     | 2     | 3       | 166          | 155             | +11           |
| 5         | Peru      | 6     | 1     | 4       | 149          | 146             | +3            |
| 6         | Paraguay  | 5     | 0     | 5       | 83           | 238             | -155          |

| Uruguay   | 25 - 23 | Argentina |
| Uruguay   | 38 - 15 | Brasilien |
| Uruguay   | 43 - 26 | Chile     |
| Uruguay   | 25 - 24 | Peru      |
| Uruguay   | 61 - 13 | Paraguay  |
| Argentina | 46 - 33 | Brasilien |
| Argentina | 18 - 17 | Chile     |
| Argentina | 40 - 26 | Peru      |
| Argentina | 50 - 5  | Paraguay  |
| Brasilien | 36 - 31 | Chile     |
| Brasilien | 27 - 21 | Peru      |
| Brasilien | 24 - 20 | Paraguay  |
| Chile     | 35 - 32 | Peru      |
| Chile     | 57 - 26 | Paraguay  |
| Peru      | 46 - 19 | Paraguay  |